# Сага о Форсайтах (телесериал, 2002)
«Са́га о Форса́йтах» (англ. The Forsyte Saga) — британский драматический телесериал, являющейся экранизацией трилогии «Сага о Форсайтах» Джона Голсуорси. Книги были адаптированы для телеэкрана компанией Granada Television. Первая часть экранизации вышла на телеканале ITV весной 2002 года, а вторая — в начале лета 2003 года.

## Разработка
Создатели версии «Саги о Форсайтах» 2002 года осознавали, что любая новая постановка трилогии будет подвергаться сравнению с версией 1967 года, которая создала эталон для периодической драмы на последующие двадцать пять лет. Идея мини-сериала изначально пришла директору телеканала ITV Дэвиду Лиддименту, которого романы «Сага о Форсайтах» привлекали не только как великое достижение в английской литературе, но и своим символическим значением для британского телевидения.
Компания Granada Television с самого начала разрабатывали большой теле-проект, который никак не мог уместиться в двухсерийный фильм. Изначально планировалось снять два сезона сериала: предполагалось, что первый сезон будет адаптацией «Саги о Форсайтах», а второй будет носить название «Современная комедия».
Сита Уильямс присоединилась к проекту в конце 1999 года и начале 2000 года вела переговоры со сценаристами и работала над адаптацией. Кастинг начался в 2001 году; в первую очередь велись поиски актёров на ведущие роли Сомса, Ирэн и Босини. Уильямс увидела Дэмиэна Льюиса в телесериале «Братья по оружию» и пригласила на главную роль Сомса Форсайта.
Дополнительное финансирование для постановки мини-сериала было обеспечено за счёт телеканала WGBH-TV, принадлежащей американской радиостанции PBS, так как версия BBC 1967 года имела успех на PBS в начале 1970-х годов.

## В ролях
- Дэмиэн Льюис — Сомс Форсайт, адвокат
- Руперт Грейвс — Джолион II Форсайт, художник, женатый на Фрэнсис, Хелене и Ирэн
- Джина Макки — Ирэн Форсайт (урожд. Эррон), первая жена Сомса и третья жена Джолиона II
- Йоан Гриффит — Филип Босини, архитектор
- Джиллиан Кирни — Джун Форсайт, дочь Джолиона II, помолвленная с Босини
- Кристиан Коулсон — Джолион III Форсайт, младший сын Джолиона II
- Корин Редгрейв — Джолион I Форсайт, брат Джеймса и отец Джолиона II
- Джон Карлайл — Джеймс Форсайт, отец Сомса и Уинифрид, брат Джолиона I
- Барбара Флинн — Эмили Форсайт, жена Джеймса, мать Сомса и Уинифрид
- Аманда Оомс — Хелена, гувернантка, вторая жена Джолиона II
- Джуди Кэмпбелл — тётя Энн, старейшина клана Форсайтов
- Энн Белл — тётя Эстер Форсайт, старая дева
- Венди Крэйг — тётя Джулия Смолл (урожд. Форсайт), вдова
- Роберт Лэнг — Суизин Форсайт, весёлый старик-дядюшка
- Аманда Рут — Уинифрид Дарти (урожд. Форсайт), сестра Сомса
- Бен Майлс — Монтегю Дарти, муж Уинифрид
- Элис Паттен — Имоджин Дарти, дочь Монтегю и Уинифрид
- Джулиан Овенден — Валериус (Вэл) Дарти, сын Монтегю и Уинифрид
- Аманда Райан — Холли Дарти (урожд. Форсайт), дочь Джолиона II, жена Вэла
- Беатриз Батарда — Аннетт Форсайт, бывшая продавщица в Сохо, вторая жена Сомса
- Эмма Гриффитс Малин — Флёр Форсайт, дочь Сомса и Аннетт
- Ли Уильямс — Джон Форсайт (Джолион IV), сын Джолиона II и Ирэн
- Майкл Малони — Проспер Профон, воздыхатель Уинифрид, любовник Аннетт
- Алистер Петри — Джордж Форсайт, кузен Сомса и Уинифрид
- Оливер Милбёрн — баронет Майкл Монт, жених Флёр

## Список серий

### Часть первая:Сага о Форсайтах(2002)
| № общий | № в сезоне | Название          | Режиссёр        | Автор сценария                                        | Дата премьеры  | Длительность |
| ------- | ---------- | ----------------- | --------------- | ----------------------------------------------------- | -------------- | ------------ |
| 1       | 1          | «Первая серия»    | Кристофер Менол | Роман: Джон Голсуорси Телесценарий: Стивен Маллатратт | 7 апреля 2002  | 75 минут     |
| 2       | 2          | «Вторая серия»    | Кристофер Менол | Роман: Джон Голсуорси Телесценарий: Стивен Маллатратт | 14 апреля 2002 | 71 минута    |
| 3       | 3          | «Третья серия»    | Кристофер Менол | Роман: Джон Голсуорси Телесценарий: Жан Макверри      | 21 апреля 2002 | 70 минут     |
| 4       | 4          | «Четвёртая серия» | Дэвид Мур       | Роман: Джон Голсуорси Телесценарий: Жан Макверри      | 28 апреля 2002 | 69 минут     |
| 5       | 5          | «Пятая серия»     | Дэвид Мур       | Роман: Джон Голсуорси Телесценарий: Жан Макверри      | 5 мая 2002     | 71 минута    |
| 6       | 6          | «Шестая серия»    | Дэвид Мур       | Роман: Джон Голсуорси Телесценарий: Стивен Маллатратт | 12 мая 2002    | 73 минуты    |

### Часть вторая:Сага о Форсайтах: Сдаётся внаём(2003)
| № общий | № в сезоне | Название        | Режиссёр    | Автор сценария                                           | Дата премьеры | Длительность |
| ------- | ---------- | --------------- | ----------- | -------------------------------------------------------- | ------------- | ------------ |
| 7       | 1          | «Седьмая серия» | Энди Уилсон | Роман: Джон Голсуорси                                    | 25 мая 2003   | 67 минут     |
| 8       | 2          | «Восьмая серия» | Энди Уилсон | Роман: Джон Голсуорси                                    | 1 июня 2003   | 70 минут     |
| 9       | 3          | «Девятая серия» | Энди Уилсон | Роман: Джон Голсуорси Телесценарий: Кейт Брук и Фил Вудс | 8 июня 2003   | 70 минут     |
| 10      | 4          | «Десятая серия» | Энди Уилсон | Роман: Джон Голсуорси Телесценарий: Кейт Брук            | 15 июня 2003  | 71 минута    |

## Отзывы критиков
В целом оценки критиков были положительными. Maclean’s дал мини-сериалу восторженную оценку. Журнал Time оценил экранизацию средне, назвав её «пышной, хорошо сыгранной и чёрствой». Журнал People объявил мини-сериал «шоу недели», а игру Дэмиэна Льюиса — «постоянным чудом».